# Цын, Мариам Самойловна
Мариам (Марианна) Самойловна Цын (8 (20) декабря 1905, Чита — 6 февраля 2002, Москва) — советский российский языковед, японистка, преподавательница Московского Института Востоковедения, одна из составительниц «Большого японско-русского словаря» (1970), лауреат Государственной премии СССР в области науки (1972).

## Биография
Марианна Самойловна Цын родилась 20 декабря 1905 г. в Чите в состоятельной купеческой семье Самуила Матвеевича Цына (1879 — после 1933). После переезда в Ленинград во время учёбы в университете жила в семье индолога С. Ф. Ольденбурга под покровительством Елены Григорьевны Ольденбург, жены Сергея Федоровича. В 1921—1926 годах училась в Ленинградском институте живых восточных языков, где её учителем был Н. И. Конрад. Специализировалась на истории и литературе Японии. Переехала в Москву. В 1930—1937 годах преподавала в Московском институте востоковедения. Работала редактором в журнале «Новый Восток». В 1926—1930 годах — научный сотрудник Всероссийской научной ассоциации востоковедов при ЦИК СССР. Работала педагогом-переводчиком в НКВД СССР. Вышла замуж за Романа Николаевича Кима, писателя и контрразведчика.
В 19 апреля 1937 года была арестована, осуждена ОСО при НКВД СССР на 8 лет ИТЛ как член семьи изменника родины. Отбывала срок в Ухтпечлаге, Ухтижемлаге (Коми АССР). Строила железную дорогу, работала учётчицей. В 1942 году после пересмотра дела приговор был отменен, в марте 1943 года была освобождена.
В 1943—1953 годах преподавала в МИВ. Участвовала с составлении «Большого японско-русского словаря». В 1953—1959 годах преподавала в Московском энергетическом институте. Вышла на пенсию.
Муж (с 1928) — Р. Н. Ким (1899—1967), русский советский писатель, сотрудник японского отдела советской контрразведки (ИНО ОГПУ). Сын — Виват (1930-е—1944). После ареста отца и матери воспитывался в семье сестры Мариам Самойловны Веры.

## Научная деятельность
Основная область научных интересов была связана с японским языком, историей и литературой Японии.
Основными достижениями являются участие подготовке учебников японского языка совместно с С. Зарубиным, Е. Наврон, А. Орловой, Н. И. Фельдман-Конрад, а также в составлении «Большого японско-русского словаря» (1970).

### Основные работы
- Акита Удзяку. Впервые в Москве // Красная нива. 1927. № 44. С. 11. (пер. с япон. яз.)
- Парламентские выборы в Японии в феврале 1930 г. // НВ. 1930. № 29. С. 202—209.
- Учебник японского языка. Ч. 1 / под ред. Е. Л. Наврон. М., 1953. (совм. с С. Зарубиным, Е. Наврон, А. Орловым)
- Большой японско-русский словарь. М., 1970. (сост., совм. с Н. И. Фельдман-Конрад и др.)
- Учебник научно-технического перевода: Япон. яз. М., 1979. (совм. с Н. И. Фельдман-Конрад)
- Самоучитель японского языка. М.: АСТ, Восток-Запад, 2009. (совм. с Н. И. Фельдман-Конрад)

## Автобиографическая проза
- Вспоминает Марианна Самойловна Цын // Российские востоковеды: страницы памяти. М., 1998. С.106-116.
- Ухтарка. Из моей жизни в сталинских тюрьмах и лагерях // Покаяние: Коми республиканский мартиролог жертв массовых политических репрессий. Т. 8. Ч. 2 / сост. Е. А. Зеленская, М. Б. Рогачев. Сыктывкар, 2006. С. 398—407.

## Премии
В 1972 году была удостоена Госпремии СССР в области науки за участие в составлении «Большого японско-русского словаря» (1970).